# Östen Bergstrand
Carl Östen Emanuel Bergstrand (ur. 1 września 1873 w Sztokholmie, zm. 27 września 1948) – szwedzki astronom.

## Życiorys
W latach 1909–1938 był profesorem astronomii na Uniwersytecie w Uppsali. W 1924 został członkiem Królewskiej Szwedzkiej Akademii Nauk, a w 1935 wiceprezydentem Międzynarodowej Unii Astronomicznej.
We wczesnych pracach skupiał się na astrometrii, używając do mierzenia paralaks gwiazd płyt fotograficznych wykonanych przy pomocy nowego podwójnego refraktora w obserwatorium w Uppsali. Użył orbitalnych ruchów księżyców Urana, by mierzyć okres rotacji i równikowe spłaszczenie planety. Jego późniejsze prace dotyczyły bardziej astrofizyki, np. badał koronę słoneczną, używając zdjęć zrobionych podczas zaćmienia Słońca w 1914 roku.
Pisał prace dotyczące astronomii dla ogółu społeczeństwa, wliczając w to Astronomi (1925).
Jego imieniem nazwano krater Bergstrand na Księżycu.